# جورج ندوم
جورج ندوم (بالفرنسية: Georges Ndoum)‏ (31 يوليو 1985 بالكاميرون - ) هو لاعب كرة قدم كاميروني في مركز الدفاع. لعب مع بوروسيا مونشنغلادباخ ونادي دويسبورغ ونادي هورسينس وBorussia Mönchengladbach II ‏ وFC Wegberg-Beeck ‏ ونادي أوردينغن 05 وأم أس في دويسبورغ II ‏ وUS Vibonese Calcio ‏ وTSV Meerbusch ‏.

## روابط خارجية
- جورج ندوم على موقع قاعدة بيانات كرة القدم.إي يو (الإنجليزية)
- جورج ندوم على موقع بيانات كرة القدم. دي إي (الألمانية)
- جورج ندوم على موقع Soccerway.com (الإنجليزية)
- جورج ندوم على موقع عالم كرة القدم.نت (الإنجليزية)